# Pierścień i róża
Pierścień i róża (ang. The Rose and the Ring) – powieść fantastyczna dla dzieci autorstwa Williama Makepeace’a Thackeraya z 1855 roku. Zawiera parodystyczne nawiązania do Bajek babci Gąski Charles’a Perraulta. Dominującą cechą baśni Thackeraya jest komizm.

## Treść
Akcja powieści toczy się w dwóch fikcyjnych państwach: Paflagonii i Krymtatarii. W obu tych krajach rządzą uzurpatorzy. W pierwszym Walorozo, który zagarnął tron prawowitemu następcy Lulejce, a w drugim Padella, który pokonał króla Kalafiorego i rządzi przekonany o śmierci jego córki – właściwej sukcesorki. Książę Lulejka żyje beztrosko, nie przejmując się brakiem korony. Jest zaręczony z piękną królewną Angeliką, córką Walorozy, o której rękę stara się także przystojny syn Padelli, książę Bulbo. Nie zdają sobie sprawy, że Angelika zawdzięcza swoją urodę magicznemu pierścieniowi, podobnie jak Bulbo magicznej róży.

## Ekranizacje
Na podstawie książki powstał w Polsce 5-odcinkowy serial i będący jego skróconą wersją film w reżyserii Jerzego Gruzy z Katarzyną Figurą i Zbigniewem Zamachowskim. Ponadto powstały adaptacje niemiecka, rosyjska, 3 angielskie oraz opera w dwóch aktach.